# جون شنايدر (لاعب كرة قدم أمريكية)
جون شنايدر (بالإنجليزية: John Schneider)‏ هو لاعب كرة قدم أمريكية أمريكي، ولد في 25 مايو 1971 في ويسكونسن في الولايات المتحدة.